# Charles Gregorovitj
Charles Gregorovitj, född 25 oktober 1867 i Sankt Petersburg, död 1920, var en polsk-rysk violinist.
Gregorovitj studerade för Vasilij Bezekirskij, Henryk Wieniawski och Joseph Joachim. Han gjorde sig från 1886 på konsertresor ett namn som betydande virtuos. Han uppträdde i Stockholm 1901.